# Wataru Misaka
Wataru Misaka (en japonais : 三阪 亙 Misaka Wataru), dit Wat Misaka, né le 21 décembre 1923 à Ogden dans l'Utah et mort le 20 novembre 2019 à Salt Lake City (Utah), est un joueur américain d'ascendance japonaise de basket-ball. Il fut le premier joueur issu d'une minorité ethnique à intégrer la Basketball Association of America (l'ancêtre de la National Basketball Association). 
Jouant pour l'university of Utah, il mena l'école au titre de champion NCAA et au titre de NIT en 1947. Meneur de jeu, il fut sélectionné au septième tour de la draft par les Knicks de New York. Durant la saison 1947-1948, il joua trois matches et inscrivit sept points avant qu'il ne soit écarté de l'équipe. Misaka fut intronisé au Utah Sports Hall of Fame en 1999.

## Statistiques en carrière (BAA)

### Saison régulière
| Saison   | Équipe   | GP | FG%  | FT%  | APG | PPG |
| -------- | -------- | -- | ---- | ---- | --- | --- |
| 1947–48  | New York | 3  | .231 | .333 | .0  | 2.3 |
| Carrière | Carrière | 3  | .231 | .333 | .0  | 2.3 |